# Ґеґа (річка)

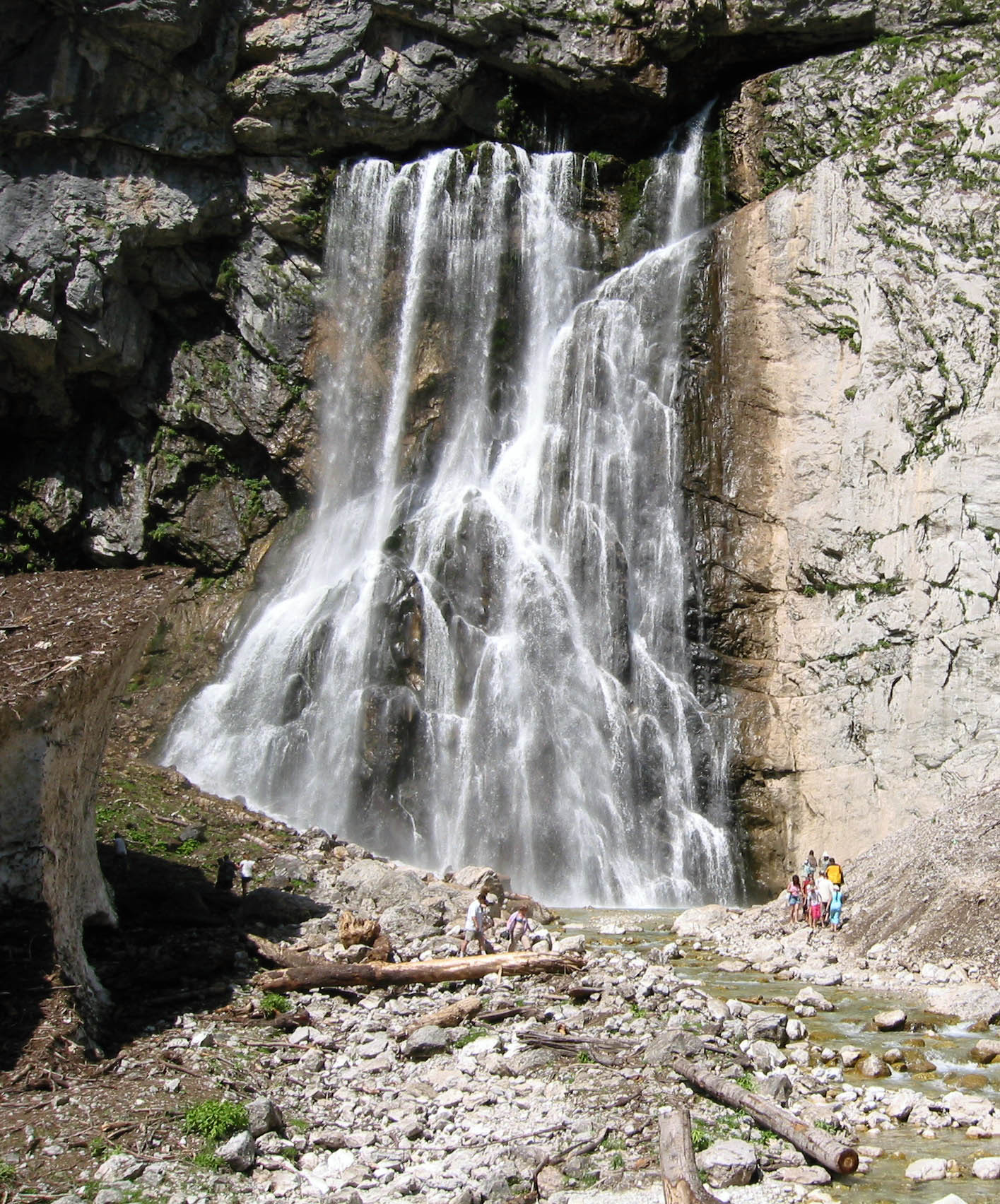
Ґеґський водоспад.

Річка Ґеґа - річка в  Гагрському районі півночі Абхазії, на Західному Кавказі . Вона витікає з Гагрських гір на висоті 1640 метрів, є притокою річки Іупшара і має довжину 25,6 кілометра.
При впадінні в Іупшару вона має максимальну водність у місяцях від квітня до червня, коливаючись від 44,5 до 72,8 м3/сек., при цьому січень є місяцем з найнижчим потоком - 12,7 м3/сек. Температура води в гирлі коливається від 7,3 °C у січні до 12.8 °С у червні.
Перші 16 км мають дуже крутий похил, в середньому 70,9 м на кілометр спуску, що спричиняє дуже швидку течію. За нею йде зона з меншими перепадами близько 3 кілометрів, останній кілометр - той, що має найбільші перепади, 135 метрів на кілометр, до її впадіння в Іупшару, із звуженням та кількома водоспадами.